# Christoph Enzenhofer

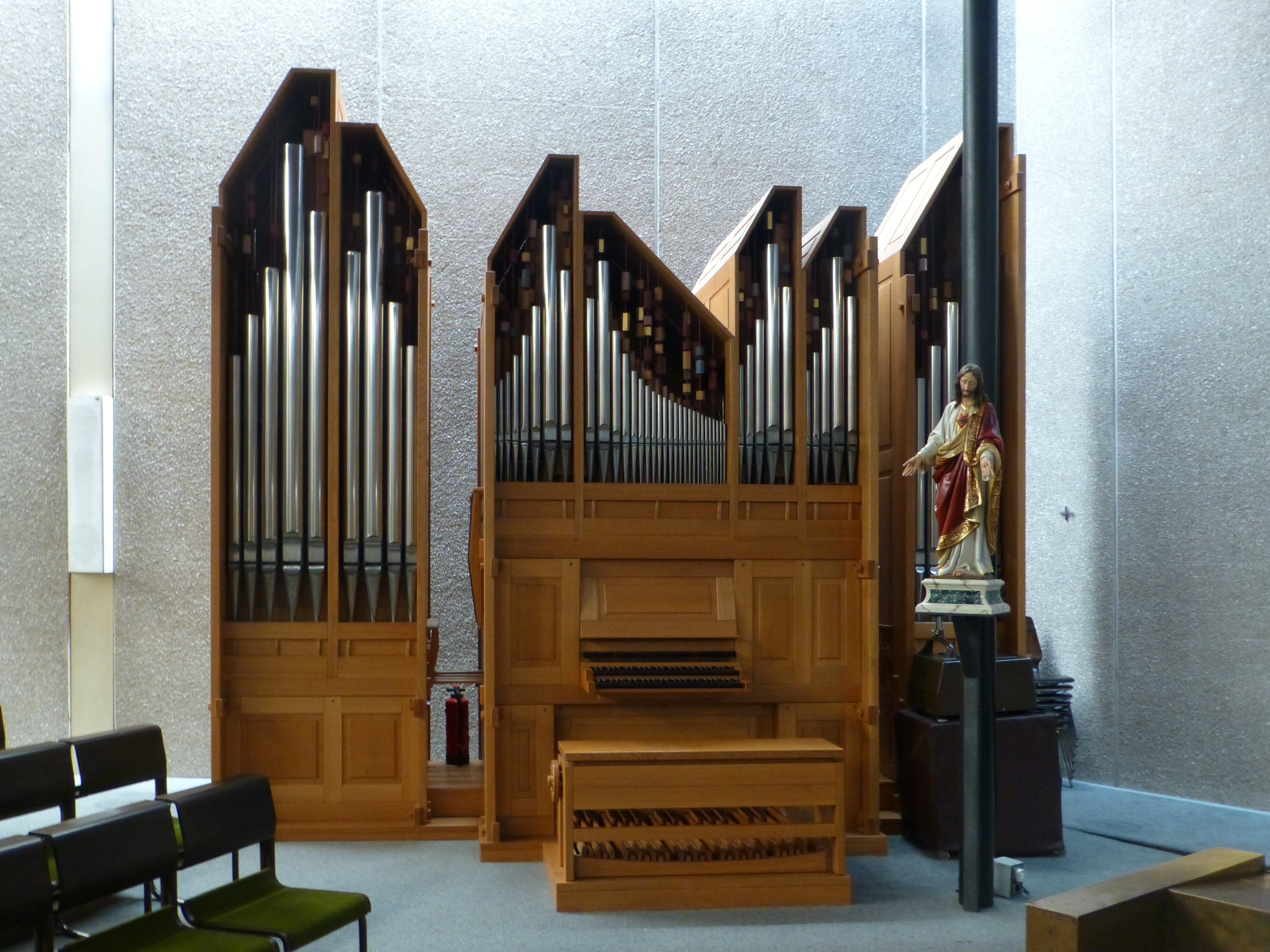
Pfarrkirche Lustenau-Hasenfeld

Christoph Enzenhofer (* 8. April 1949 in Rankweil) ist ein österreichischer Orgelbauer.

## Leben
Christoph Enzenhofer machte ab 1964 eine Lehre bei Rieger Orgelbau. 1965 entdeckte sein Lehrherr sein gutes Gehör und damit seine Qualitäten beim Intonieren. Als Geselle arbeitete er bei Johannes Rohlf, Gebrüder Mayer und bei Albiez. 1978 legte er in Wien die Meisterprüfung ab und machte sich in Bludesch in einem ehemaligen Wirtshaus als Orgelbauer selbständig.

## Anerkennungen
- Augustinus Franz Kropfreiter komponierte für alle drei Orgeln in St. Gerold ein gemeinsames Stück, welches 2000 uraufgeführt wurde.

## Orgeln
| Jahr      | Ort               | Gebäude                          | Bild | Manuale | Register | Bemerkungen                                                   |
| --------- | ----------------- | -------------------------------- | ---- | ------- | -------- | ------------------------------------------------------------- |
| 1986      | Lustenau          | Pfarrkirche Lustenau-Hasenfeld   |      | II/P    |          |                                                               |
| 1988      | St. Gerold        | Propsteipfarrkirche Sankt Gerold |      | I       | 5        | Orgelpositiv                                                  |
| 1990      | St. Gerold        | Propsteipfarrkirche Sankt Gerold |      | III/P   | 38       | Muttergottes-Orgel                                            |
| 1996      | Fritzens          | Pfarrkirche Fritzens             |      | II/P    | 23       |                                                               |
| 1997      | Innsbruck-Hötting | Kirchenmusikreferat              |      | II/P    | 7        | nur Holzpfeifen                                               |
| 1998      | Batschuns         | Pfarrkirche Batschuns            |      |         |          |                                                               |
| 2000      | St. Gerold        | Propsteipfarrkirche Sankt Gerold |      | I       | 4        | Truhenorgel                                                   |
| etwa 2002 | Röns              | Privathaus Dr. Otto Barwart      |      | II/P    | 7        | im Sinne der Orgelbewegung erbaute Hausorgel über zwei Etagen |
| 2004      | Bregenz           | Collegium Bernardi Kapelle       |      | II/P    | 13       | → Orgel                                                       |
| 2006      | Krieglach         | Pfarrkirche Krieglach            |      | II/P    | 28       | → Pfarrkirche Krieglach                                       |
| 2008      | Eltendorf         | Martin-Luther-Kirche (Eltendorf) |      | II/P    | 20       | [ 2 ]                                                         |
| 2010      | Vöcklabruck       | Wallfahrtskirche Maria Schöndorf |      | II/P    | 27       | [ 3 ]                                                         |

Die Orgelbaufirma restaurierte die Orgeln der Pfarrkirchen in Schlins, Sulz, Thüringerberg, Ludesch, Damüls, Koblach und Au im Bregenzerwald.

## Publikationen
- Reinhold Amann: Ansichten einer Königin. Die Muttergottes-Orgel in der Propsteikirche St. Gerold. Schwarz-weiss-Fotografie, Kunstbuch, Bibliothek der Provinz, 120 Seiten.